# Groupe de Recherche d'Art Visuel
Groupe de Recherche d'Art Visuel（略称：GRAV）は、パリを拠点とした共同アーティスト集団であり、フランソワ・モレレット、フリオ・ル・パルク、フランシスコ・ソブリノ、オラシオ・ガルシア・ロッシ、イヴァラル、ジョエル・スタイン、ヴェラ・モルナーといった11人のオプト・キネティック（光学・運動）アーティストによって構成されていた。

## 解説
彼らはヴィクトル・ヴァザルリの「孤立した芸術家の時代はすでに終わっている」という考えを受け継ぎ、1963年のマニフェストにおいては「観客の行動に影響を与えるために、観客の直接的な参加を呼びかける」ことを掲げていた。特に、インタラクティブな迷路（Labyrinth）を通じてそれを実践した。
GRAVは1960年から1968年までパリで活動し、メンバー個々のアイデンティティを超えて、集団的かつ匿名的な芸術行為を目指した。彼らの活動は、科学や技術分野と連携した集団的なイベント「ラビリンス」を軸に展開された。
彼らの理想は、キネティックアートやオプアートの広範な効果を追求するものであり、人工光や機械的な動きを多用して新たな視覚体験を作り出そうとした。
1963年にパリ・ビエンナーレで開催された最初の「ラビリンス」では、光学装置や運動装置を用いた3年間の成果を発表した。その後、彼らは人間の目への訴求から出発した試みが、次第に観客の参加と体験へと関心を移していたことに気づいた。これは、後のインタラクティブアートの先駆けとも言える。

## Labyrinth 1963
1963年、GRAVは第3回パリ・ビエンナーレのために「ラビリンス（迷宮）」を制作し、鑑賞者が20の異なる環境的体験を通り抜けるように誘導した。このラビリンスは、壁に取り付けられたレリーフ、光のインスタレーション、可動式の橋などから構成されており、それぞれの部屋で異なる反応を鑑賞者に引き起こすよう設計されていた。
GRAVは、鑑賞者の反応には社会的な意味があると主張し、自らの作品に対する鑑賞者の関わり方をいくつかの分類で定義した：
- 「現代の知覚」
- 「観照（contemplation）」
- 「視覚的活性化」
- 「能動的だが無意識的な参加」
- 「自発的な参加」
- 「能動的な観客性（active spectatorship）」

GRAVはこのラビリンスにあわせてマニフェスト『Assez des Mystification（もうたくさんだ、神秘化）』を発表し、以下のように述べている：
今日の芸術に社会的な関心があるのならば、それはまさにこの社会的現実、すなわち“鑑賞者”を考慮に入れなければならない。
私たちが望むのは、鑑賞者をその受け身な依存状態から解放することである。それは、芸術とされるものだけでなく、生活のシステム全体を、ただ押し付けられるままに受け入れてしまう状態である…。
私たちは彼に参加してほしい。
私たちは彼自身が引き金となり、変化をもたらすような状況へと彼を導きたい。
私たちは、彼が自らの参加に対して意識的になることを望んでいる…。

自らの行動力に気づき、数多くの濫用や神秘化にうんざりした鑑賞者こそが、自らの“芸術における革命”を起こすことができるのである。
批評家クレア・ビショップ（Claire Bishop）によれば、このGRAVのラビリンス・インスタレーションは、現代においては「参加型アート」ではなく「インタラクティブアート」として分類されるべきものである。

## Day in the Street 1966
1966年4月19日、GRAVはパリで**「ストリートの日（Une Journée dans la rue）」という企画を実施し、通行人たちに対してさまざまなキネティックな活動への参加**を呼びかけた。
この企画は朝8時にシャトレ駅（Châtelet）のメトロ入り口にてGRAVのアーティストたちが通勤客に小さな贈り物を配布するところから始まった。
- 10時には、シャンゼリゼ通りにて組み立て・解体可能な可変構造物の設置と操作が体験された。
- 正午には、人が中に入って操作できるキネティック・オブジェが登場。
- 午後2時には、巨大な万華鏡が設置され、同時に噴水に風船が浮かべられた。
- 午後6時には、モンパルナス地区で通行人が可動式の舗装スラブの上を歩くという体験が行われた。

このインスタレーションを記録した写真には、あらゆる年代のパリ市民が、さまざまなオブジェや構造物と積極的に関わっている様子が写し出されている。
GRAVによれば、「人びとは日々、街の中をいつもと同じルートで歩き、同じ動作を繰り返している」。
そして次のように述べている「私たちは、こうしたルーティンの総体が人間を完全な受け身状態に導き、同時に『反応したい』という一般的な欲求を生み出すと考えている。」

## 批判
シチュアシオニスト・インターナショナル（Situationist International）は、GRAVのインスタレーションに対して批判的であり、それらがあらかじめアーティストによって設定された選択肢を鑑賞者に実行させるだけであると指摘した。
GRAVとシチュアシオニストたちは、参加性や観客性に関するレトリックにおいて共通点があり、どちらも消費主義への批判を展開していたが、GRAVの目的は鑑賞者の知覚を変容させることにあった。
GRAVのメンバーであるジョエル・スタイン（Joël Stein）は後に、GRAVのインスタレーションにおける観客の参加について次のように認めている「それはある種のエンターテインメント、つまり観客自身が作品の構成要素のひとつとなるスペクタクルになりうる。」
彼らは1968年11月に合意のうえで解散した。これは、共同プログラムの厳密さを維持することが不可能であると認識したためであった。